# Bembecia joesti
Bembecia joesti is een vlinder uit de familie wespvlinders (Sesiidae), onderfamilie Sesiinae.
Bembecia joesti is voor het eerst wetenschappelijk beschreven door Bettag in 1997. De soort komt voor in het Palearctisch gebied.